# Valerio Checchi

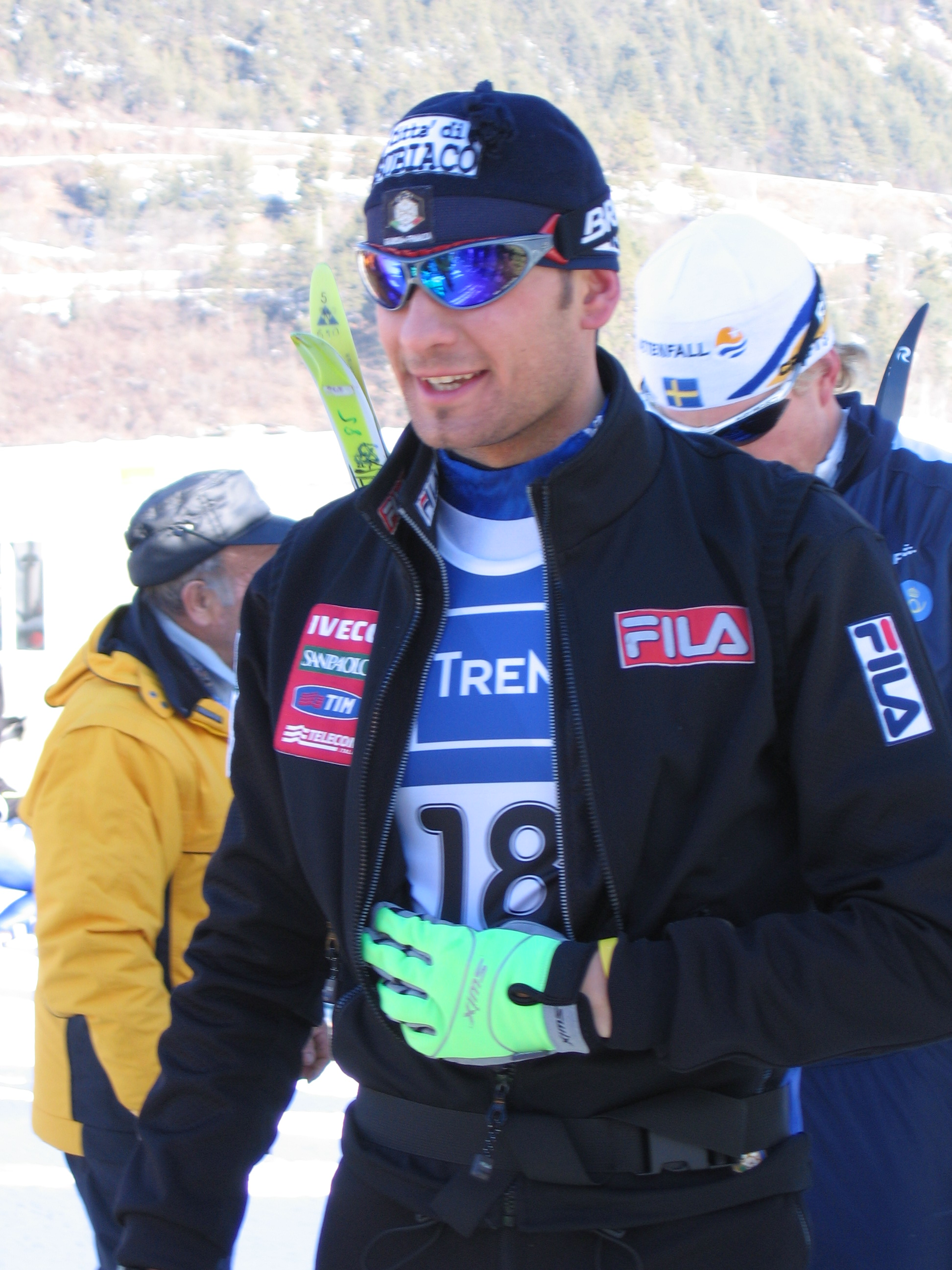
Valerio Checchi

Valerio Checchi, född den 3 april 1980, är en italiensk längdåkare.
Checchi gjorde sin första start i världscupen i december 2001 och han har tävlat regelbundet i världscupen sedan säsongen 2002/2003. Checchis första seger kom i stafett på hemmaplan i Italien i januari 2006. Individuellt är den bästa placeringen en tredje plats från 15 km jaktstart från Tour de Ski 2007/2008.
Checchi deltog vid OS 2006 och hans bästa resultat där var en 18:e plats i jaktstarten.